# フランク・フジタ
フランク・フジタ（Frank Fujita, 1921年10月20日 - 1996年12月11日）は、アメリカ合衆国の軍人。第二次世界大戦中、アメリカ陸軍に所属した。フジタは日本軍の捕虜になった2人の日系アメリカ兵の1人である。彼はテキサス州兵第36歩兵師団第131野戦砲兵連隊第2大隊に所属していたが、1942年のジャワ島の戦いを経てオランダが降伏した際に捕虜となった。以後、第2大隊は「失われた大隊」(Lost Battalion)と通称された。
彼は3年半を日本軍の捕虜として過ごし、後に回顧録『Foo: A Japanese-American Prisoner of the Rising Sun』を著した。フジタの著書はジョン・デイヴィッド・プロヴォーやW・F・マシューズ(W. F. Matthews)など、その他の「失われた大隊」隊員による著書と共に日本軍に囚われた米軍捕虜の様子を知る歴史的資料と見なされている。

## 経歴

### 入隊まで
フジタの父は長崎県の農村部出身で、学校で英語教育を受けた後、アメリカの農業手法を学ぶ為に渡米した。1914年6月にアメリカへ到着したフジタの父は英語名を名乗るようになり、やがてロサンゼルスで賭博に参加するようになった。その後、救世軍勤務を経てロックアイランド鉄道にシェフ見習いとして雇われる。1919年、イリノイ州ロックアイランドのホテルで出会ったイーザ・パール・エリオットと結婚する。
1921年10月20日、フランク・フジタはオクラホマ州ロートンにて5人兄弟の次男として生を受けた。当時、父はオクラホマの食品工場で働いていたが、ギャンブラーや芸術画家・看板絵師としても活動していた為に多くの収入を得ていたという。フジタや兄弟たちは、アメリカ文化を吸収して「100％のアメリカ人」になるようにと教育されていた。一家がエルリーノに引っ越した際、フジタはアメリカン・ボーイスカウトに参加した。大恐慌の最中も父の豊かな収入が一家の生活を支えていた。この頃から、彼が幼少期に飼っていた猫の名前から取られた「フー」（Foo）という渾名で呼ばれ始めている。彼が描いたこの猫の絵は1937年にテキサス州アビリーンの地元紙『The Abilene Reporter News』に取り上げられ話題となった。その後、フジタは地元の学校新聞に漫画を載せたり、劇場の舞台係として働いた。

### 陸軍入隊
フジタはテキサス州兵に勤務する友人の話を聞いてから軍に興味を持つようになった。彼もテキサス州兵への入隊を希望したものの、この際にいくつかの問題が持ち上がった為、入隊までは多少の時間が掛かった。州兵当局はフジタが主張する市民権の正当性について地元高校の公民科教師と議論する必要があり、またフジタは体重、身長、年齢の全てが入隊基準の下限を下回っていたのである。入隊後は一等兵（PFC)として、学業との両立に苦心しつつ、大隊付士官らの運転手を務めた。その後、父との話し合いを経て故郷オクラホマに戻り、画家やイラストレーターとして働いた。しかし1939年に第二次世界大戦が勃発するとテキサス州兵に再入隊し、1940年まで訓練や演習に参加した。
1941年11月、軍曹に昇進していたフジタは動員令の元でサンフランシスコを経由してルイジアナ州へと送られた。同年中、彼は輸送船リパブリック号（Republic）に乗って海外へと送られた。

### ジャワ島の戦い

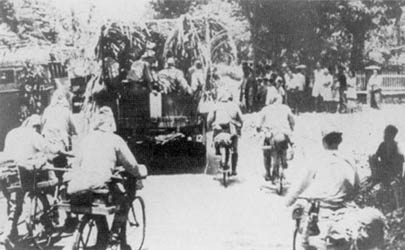
ジャワ島を進む日本軍の銀輪部隊

1942年2月27日のスラバヤ沖海戦において、連合国軍艦隊は日本海軍を相手に大敗を喫した。この海戦でABDA司令部打撃群司令官カレル・ドールマン提督も戦死している。3月1日には日本軍のジャワ島上陸が始まる（ジャワ島の戦い）。この時、蘭印陸軍（KNIL）司令官ハイン・テル・ポールテン中将が連合国軍地上部隊の指揮を執っていた。書類上、蘭印陸軍は25,000名の兵士（多くはインドネシア人）を有していたものの、その大半は十分な訓練を受けていない者であった。バタビア沖海戦で連合国側艦隊を破った日本軍の輸送艦隊はその数時間後にジャワ島に接近し、3箇所からジャワ島への上陸を行った。ジャワ島西部ではメラク近くのバンテン湾、エレタン・ウェタン（Eretan Wetan）への上陸を開始した。ジャワ島東部における上陸地点はクラガン（Kragan）であった。
3月7日、チラチャプ（Tjilatjap）の陥落により連合国軍の敗北は避けられないものとなった。スラバヤは放棄され、同時にバンドンも北方および西方から前進してきた日本軍部隊による包囲を受けていた。3月8日9時00分、ポールテン将軍はジャワ島全域における蘭印陸軍の降伏を宣言した。同日23時00分、蘭印放送局（Nederlandsch Indische Radio Omroep Maatschappij, NIROM）が最後のラジオ放送を行った。アナウンサーのベルト・カルトホーフ（Bert Garthoff）は、「本日の放送を終了します。より良い日までさようなら。女王陛下万歳！」（Wij sluiten nu. Vaarwel tot betere tijden. Leve de Koningin!）という言葉で締めくくった。蘭印総督チャルダ・ヴァン・スターケンボーグ・スタクハワー卿、蘭印陸軍司令官ポールテン将軍、バンドン軍管区長ヤコブ・J・ペスマン少将（Jacob J. Pesman）はカリジャチ（Kalidjati）にて日本側総司令官今村均中将と会談し、ジャワに展開する全部隊の降伏に同意した。この際、フジタが所属するテキサス州兵第36歩兵師団第131野戦砲兵連隊第2大隊の将兵550人も捕虜となった。

### 抑留
フジタは3年半の捕虜生活を経験した。彼はスラバヤ収容所やシンガポールのチャンギ収容所を経て、東京湾にあった大森捕虜収容所に送られ、捕虜生活の大半をそこで過ごした。捕虜生活中にはジョン・デイヴィッド・プロヴォーと出会っている。
フジタは日系人であった為、他の囚人からは離され、日本側のプロパガンダ放送への協力を強いられていた。

### 解放
終戦後の1945年8月29日、フジタは大隊の生き残り300人と共に解放された。彼らは最初に解放されたアメリカ人捕虜であった。その他の捕虜と同様、フジタは1945年末になってから本土に送り返され、アビリーンに戻ったのは10月になってからだった。